# Castelo de Bădeni
O Castelo de Bădeni (em latim: castellum) foi um forte da província romana da Dácia dos séculos II e III. Suas ruínas estão localizadas em Bădeni, na comuna de Mărtiniș, na Romênia.